# Leptogaster plebeja
Leptogaster plebeja là một loài ruồi trong họ Asilidae. Leptogaster plebeja được Janssens miêu tả năm 1957. Loài này phân bố ở vùng nhiệt đới châu Phi.